# Когорта

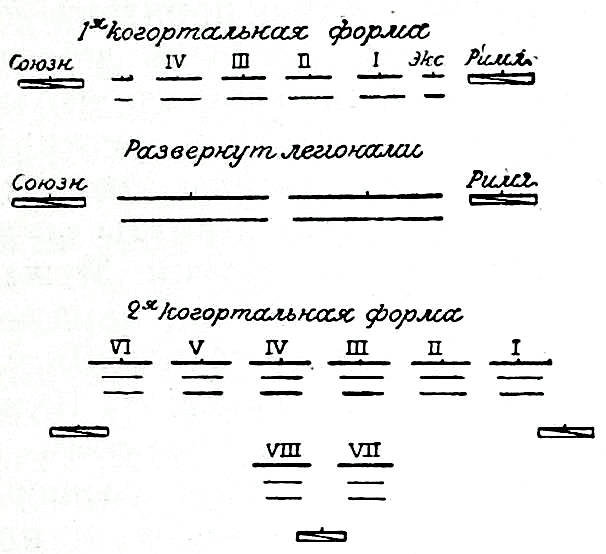
Римский боевой порядок (когортальный строй).
Рисунок из статьи «История военного искусства»
(«Военная энциклопедия Сытина»; 1913 год).

Когорта в 360 человек, расположенная в 6 рядов.

Кого́рта (лат. cohors, буквально «огороженное место») — одно из главных тактических подразделений римской армии, с конца II века до нашей эры составлявшее основу когортной тактики.

## История
В Римском войске первоначально слово когорта означало только соединение нескольких пехотных войск в одно целое. В легионе Полибия, разделённом на три манипулы: hastati, principes и triarii — составляли одну когорту. С этого времени когорт в легионе стало 10. В Третью Пуническую войну одна когорта включала две манипулы, поэтому каждый ряд составляли не 10 манипул, а пять когорт с соответствующими промежутками.
При Августе остался прежний 10-когортный легион, но состав когорты включал в себя 555 пехотинцев и 66 всадников, кроме того, в первой когорте стало удвоенное число воинов. Эти 10 когорт ставились теперь в две шеренги, по пять когорт в каждой; на правом крыле передней шеренги стояла первая когорта, а прямо позади неё шестая; на левом краю пятая когорта, а позади неё десятая. Этот боевой порядок существовал до времён Траяна и Адриана, когда в борьбе с новым противником опять перешли к боевому строю без промежутков и за боевой линией стали помещать резерв.
Каждый из трёх рядов когорт назывался acies, первые линии этих рядов составляли первую шеренгу (prima acies), вторые и третьи были соответственно secunda и tertia acies, сами ряды уточнялись обозначениями dextra, media и sinistra acies. Солдат когорты назывался cohortalis. Первая когорта каждого легиона пользовалась большим почётом: там находились старший центурион и знамя.
Когорта в 360 человек, стоящая развёрнутым строем глубиной 8 рядов, представляла собой прямоугольник длиной 82 и шириной 15 метров. При тех же условиях легион в развёрнутом строе занимал 348 метров длины и 102 метра ширины.
Наряду с легионными пехотными когортами существовали также:
- cohors alaria — вспомогательная конная, иногда состоявшая из союзников (неримлян);
- cohors classica — вспомогательная, сформированная из морской пехоты или бывших моряков;
- cohors equitata — иррегулярная легионная конная когорта;
- cohors milliaria — номинальной численностью в 1000 солдат, могла быть конной (cohors milliaria equitata);
- cohors praetoria — преторианская когорта. Их подразделения, охранявшие городскую черту Рима (pomerium), назывались cohortes togatae. При тетрархии подразделения преторианских когорт назывались cohortes palatinae;
- cohors quingenaria — номинальной численностью в 500 солдат;
- cohors speculatorum — разведывательные подразделения в армии Марка Антония;
- cohors tumultuaria — иррегулярная вспомогательная когорта;
- cohors urbana — когорта римской городской стражи, созданная императором Августом для борьбы с преступностью;
- cohors vigilum — пожарная бригада.

## В художественной литературе
В отличие от легиона, когорта фигурирует в поэзии и прозе гораздо реже, но всё же упоминается в историко-приключенческой литературе, а также употребляется в составе образных выражений. Так, в вымышленном заклинании потомков катаров из детективного романа Еремея Парнова «Ларец Марии Медичи» (1972) она символизирует воинские соединения Наполеоновской армии, разгромленные в России в Отечественной войне 1812 года:
«Из пепла Феникс оживет

В снегах страны гиперборейской,

Когда на смерть — не на живот —

Пальмира Севера пойдет

Против когорт и ал лютейских.»